# Avril 1977

## Évènements
- Invasion du Shaba (ancien katanga) par des rebelles partis d'Angola[1].
- Dans un discours à l’OEA, Jimmy Carter annonce la signature par les États-Unis de la convention américaine sur les droits de l’homme et du traité de Tlatelolco interdisant le stationnement d’armes nucléaires en Amérique latine.
- Plan sur l’Énergie : taxation des grosses cylindrées, hausse des taxes sur le pétrole, subvention aux énergies autres que le pétrole (charbon). Le projet se heurte aux libéraux hostiles à toute augmentation du carburant, aux Compagnies pétrolières soucieuses de bénéficier de la hausse et sur l’indifférence des Américains.
- En raison de l’inflation, Carter retire le projet de réductions fiscales déposé en janvier.

- 3 avril :
  - (Formule 1) : Mario Andretti s'impose sur une Lotus 78 au Grand Prix des États-Unis Ouest.
  - Darrell Waltrip remporte la course Rebel 500 sur le Darlington Raceway en NASCAR Sprint Cup Series.
- 5 avril : Joachim Yhombi-Opango devient le président de la République populaire du Congo (fin en 1979).
- 14 avril : Gérard Lambert rentre chez lui au guidon de sa mobylette, entre Rungis et Longjumeau il tomba en panne d'essence.
- 19 avril (Rallye automobile) : arrivée du Rallye Safari.
- 22 avril : explosion catastrophique sur la plate-forme pétrolière d’Ekofisk, en mer du Nord.

## Naissances
- 1er avril : Thierry Robert, chef d'entreprise et homme politique français.
- 2 avril : Michael Fassbender, acteur germano-irlandais.
- 9 avril : Gerard Way, chanteur du groupe My Chemical Romance.
- 14 avril : Sarah Michelle Gellar, actrice américaine.
- 15 avril : Dejan Milojević, basketteur serbe.
- 17 avril : Frederik Magle, compositeur, organiste, pianiste et improvisateur danois.
- 21 avril : Jamie Salé, patineuse artistique canadienne.
- 23 avril : John Cena, catcheur professionnel de la WWE.
- 24 avril : Kim Hyun-joo, actrice sud-coréenne.
- 26 avril : 
  - Tom Welling, acteur américain.
  - Samantha Cristoforetti, astronaute italienne.

## Décès
- 3 avril : Pierre-Marie Théas, évêque catholique français, évêque de Tarbes et Lourdes (° 14 septembre 1894).
- 11 avril : Jacques Prévert, poète français.
- 21 avril : Grummo Marx, acteur comique américain.
- 24 avril : Victor Larock, homme politique belge (° 6 octobre 1904).
- 25 avril : René Cuzacq, écrivain et professeur (° 27 août 1901).
- 28 avril : Sepp Herberger, entraîneur de football allemand.